# Alex Sandro da Silva
Alex Sandro da Silva (Amparo, 10 de março de 1985), mais conhecido como Alex Silva, é um ex-futebolista brasileiro que atuava como zagueiro. 
Revelado no Vitória, teve boas passagens por Rennes, Hamburgo, Flamengo, Cruzeiro e Boa Esporte. Seu melhor momento na carreira foi defendendo o São Paulo entre 2006 e 2008, quando sagrou-se bicampeão brasileiro e acabou sendo convocado para defender a Seleção Brasileira nas Olimpíadas de Pequim em 2008, onde o Brasil conquistou a medalha de bronze. 
É irmão do ex-zagueiro Luisão, que foi ídolo no Benfica, de Portugal.

## Carreira

### Início
Alex Silva começou nas categorias de base da Ponte Preta e foi revelado pelo Vitória, onde destacou-se e foi emprestado ao Rennes, da França, em 2005.

### São Paulo
Pouco aproveitado, foi contratado pelo São Paulo no fim do mesmo ano e foi um dos destaques do time em sua passagem. O jogador, recuperado de uma lesão nos ligamentos cruzado anterior e colateral medial do joelho direito, sofrida em outubro de 2007, teve seu contrato com o clube renovado até julho de 2010.

### Hamburgo
Em agosto de 2008 foi contratado pelo Hamburgo, da Alemanha, por 13 milhões de euros (cerca de 30 milhões de reais).

### Retorno ao São Paulo
Mais uma vez sem oportunidades na Europa, foi emprestado ao tricolor paulista em janeiro de 2010, onde logo retomou a boa fase. Pouco mais de um ano depois, no dia 24 de maio de 2011, o São Paulo anunciou oficialmente que não renovaria com o zagueiro e o liberou para acertar com outro clube.
Depois das eliminações do clube no Campeonato Paulista e na Copa do Brasil, de más atuações em partidas decisivas e uma polêmica com o presidente Juvenal Juvêncio por meio de mensagens no Twitter e entrevistas, o clube paulista resolveu não renovar com o jogador. Ele chegou a estar praticamente acertado com o Grêmio, mas houve problemas na negociação e ele acabou indo para o Flamengo.

### Flamengo
No dia 18 de julho de 2011, Alex Silva assinou com o rubro-negro por três temporadas. O clube carioca adquiriu 50% dos direitos econômicos do jogador junto ao Hamburgo por 2,5 milhões de euros (cerca de 5,5 milhões de reais). No Flamengo, o zagueiro teve atuações irregulares no Campeonato Brasileiro, alternando entre atuações boas e ruins.
Já no início de 2012, o jogador entrou nas justiça contra o clube e acabou afastado. Depois de ambos entrarem em um consenso, em março Alex pediu para ser emprestado em troca da retirada da ação na justiça. O Flamengo concordou e poucos dias depois ele acertou com o Cruzeiro, depois de ter sido especulado no Santos e no Internacional, embora não tenham tido sucesso na negociação.
Em janeiro de 2013, Alex Silva voltou ao clube carioca para ser aproveitado e afirmou que honraria a camisa rubro-negra. Para o jogador, as brigas em relação a atrasos de luvas, que chegaram a desembocar na sua recusa em viajar à Bolívia para um confronto pela Libertadores, ficaram no passado. O zagueiro afirmou também que queria conquistar títulos pelo rubro-negro para, depois, conseguir novas chances com a camisa da Seleção Brasileira.

### Cruzeiro
No dia 29 de março de 2012, foi oficializado o seu empréstimo ao Cruzeiro. No entanto, Alex teve os ligamentos cruzados do joelho esquerdo rompido na primeira partida do Cruzeiro no Campeonato Brasileiro, contra o Atlético Goianiense, e ficou de seis a oito meses em recuperação.

### Boa Esporte
No dia 19 de agosto de 2013, o Boa Esporte anunciou a contratação de Alex Silva para a disputa da Série B. O zagueiro não atuava oficialmente desde 31 de março, quando participou da derrota do Flamengo, seu ex-clube, para o Audax Rio por 2 a 1.

### São Bernardo
Desde dezembro de 2013 sem atuar, Alex Silva acertou com o São Bernardo, para a temporada de 2015.

### Brasiliense
Em março de 2015, acertou com o Brasiliense, após ter sido dispensado por ter se desentendido com os torcedores do São Bernardo.

### Rio Claro
Ao final de 2015, acertou com o Rio Claro, clube do interior do estado de São Paulo tendo sido contratado como a contratação de peso do clube para o Paulistão.

### Hercílio Luz
Em 2016 mudou para o clube catarinense Hercílio Luz que jogava na segunda divisão do campeonato catarinense. Pelo clube, Alex Silva atuou em onze jogos e marcou dois gols.

### Jorge Wilstermann
Em janeiro de 2017 foi anunciado pelo Jorge Wilstermann, da Bolívia. Durante dois anos com a camisa do clube boliviano, atuou em 99 partidas e marcou cinco gols.

### Aposentadoria
No dia 27 de junho de 2019, o jogador anunciou a sua aposentadoria dos gramados, não descartando atuação envolvendo futebol depois de sua aposentadoria.

## Seleção Nacional
Convocado para a Seleção Brasileira pelo técnico Dunga, foi campeão da Copa América de 2007, realizada na Venezuela. Reserva de Alex e Juan, Alex Silva só atuou na vitória de 1 a 0 contra o Equador, quando foi acionado no segundo tempo e substituiu o lateral Daniel Alves.
Em 2008 disputou os Jogos Olímpicos de Pequim, dessa vez como titular, onde formou dupla de zaga com Breno.

## Estatísticas
Atualizadas até 18 de julho de 2013

### Clubes
| Clube             | Temporada         | Campeonato nacional | Campeonato nacional | Copa nacional[a] | Copa nacional[a] | Competições continentais[b] | Competições continentais[b] | Outros torneios[c] | Outros torneios[c] | Total | Total |
| Clube             | Temporada         | Jogos               | Gols                | Jogos            | Gols             | Jogos                       | Gols                        | Jogos              | Gols               | Jogos | Gols  |
| ----------------- | ----------------- | ------------------- | ------------------- | ---------------- | ---------------- | --------------------------- | --------------------------- | ------------------ | ------------------ | ----- | ----- |
| Flamengo          | 2011              | 17                  | 0                   | 0                | 0                | 1                           | 0                           | 0                  | 0                  | 18    | 0     |
| Flamengo          | 2012              | 0                   | 0                   | 0                | 0                | 0                           | 0                           | 2                  | 0                  | 2     | 0     |
| Flamengo          | 2013              | 0                   | 0                   | 0                | 0                | 0                           | 0                           | 5                  | 0                  | 5     | 0     |
| Flamengo          | Total             | 17                  | 0                   | 0                | 0                | 1                           | 0                           | 7                  | 0                  | 25    | 0     |
| Total na carreira | Total na carreira | 17                  | 0                   | 0                | 0                | 1                           | 0                           | 7                  | 0                  | 25    | 0     |

- a. ^ Jogos da Copa do Brasil
- b. ^ Jogos da Copa Sul-Americana
- c. ^ Jogos do Campeonato Carioca e amistosos

## Títulos
Vitória
- Campeonato Baiano: 2003 e 2004

São Paulo
- Campeonato Brasileiro: 2006 e 2007

Seleção Brasileira
- Copa América: 2007
- Bronze nos Jogos Olímpicos: 2008

### Prêmios individuais
- Bola de Prata: melhor zagueiro pela direita do Campeonato Brasileiro de 2010
- Troféu Armando Nogueira: melhor zagueiro do Campeonato Brasileiro de 2010